# Pedro Proença
Pedro Proença Oliveira Alves Garcia (Lisboa, 3 de noviembre de 1970) exárbitro de fútbol portugués y actual presidente de la Liga Portuguesa de Fútbol Profesional.

## Trayectoria

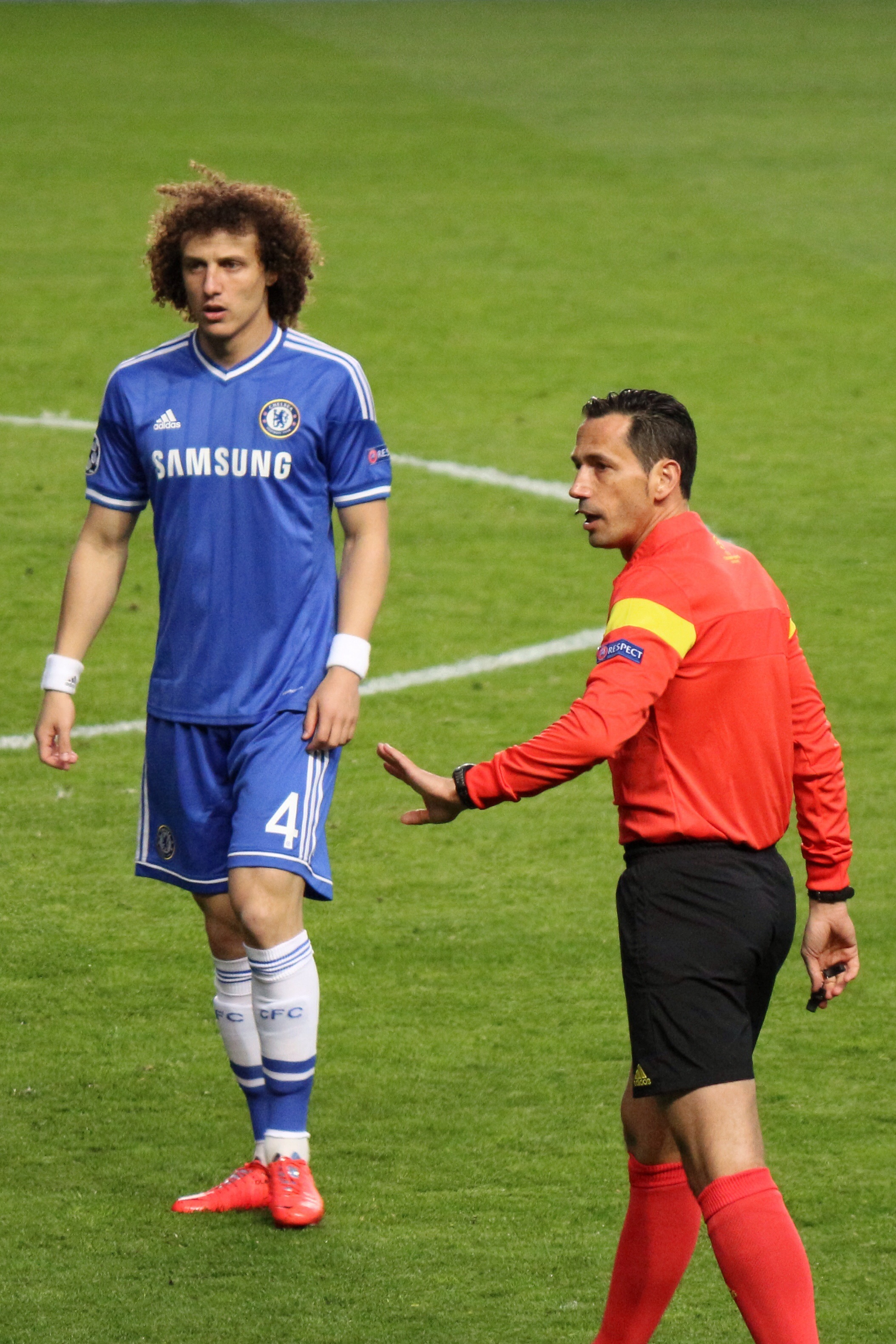
Proença arbitrando el Chelsea-PSG de cuartos de final de la Champions League 2013-14

Forma parte de la Asociación de Fútbol de Lisboa. Director financiero de profesión, arbitra fútbol internacional desde 2003 y es actualmente uno de los árbitros portugueses más renombrados.
En 2004 arbitró la final del Campeonato Europeo de la UEFA Sub-19 y fue ascendido a la categoría élite de la UEFA en la temporada 2009/10. Tras concluir la temporada 2010/11, la Federación Portuguesa de Fútbol le concedió el galardón al mejor árbitro del año. El 19 de mayo de 2012 arbitró la final de la Liga de Campeones de la UEFA 2011-12 entre el Bayern de Múnich y el Chelsea FC, con victoria del Chelsea FC en los penaltis. Ese mismo año fue elegido como representante portugués en la Eurocopa 2012, siendo designado para arbitrar la final entre España e Italia.
Durante la Copa Mundial de Fútbol de Brasil 2014 dirigió el segundo partido de los octavos de final Países Bajos – México. En el que resultó severamente criticado, por su decisión arbitral en los últimos minutos de la etapa complementaria, al cobrar como penal una acción dudosa en área Mexicana del defensor Rafael Márquez sobre el centrocampista Neerlandés Arjen Robben.